# Rinaldo Camillo Rousset
Rinaldo Camillo Rousset (Beaulard, 21 marzo 1860 – Reggio Calabria, 26 maggio 1926) è stato un arcivescovo cattolico italiano.

## Biografia
Nato a Beaulard, una frazione di Oulx, in diocesi di Susa, il 21 marzo 1860, a diciassette anni entrò a far parte dell'Ordine dei carmelitani scalzi; fu ordinato sacerdote il 20 dicembre 1884.
Fu superiore generale dell'Ordine e durante questo mandato, il 30 dicembre 1906, fu nominato vescovo di Bagnoregio.
Il 14 settembre 1909 fu nominato arcivescovo di Reggio Calabria, arcidiocesi della quale era già stato amministratore. Divenne il vescovo della ricostruzione di Reggio dopo il terremoto di Messina del 1908.
Come successore del cardinale Gennaro Portanova, deceduto l'anno prima, fu sostenitore dell'Istituto delle Figlie di Maria Immacolata fondato da Madre Brigida Maria Postorino.
Morì a Reggio Calabria il 26 maggio 1926 colpito da embolia cerebrale. La sua tomba si trova nella cattedrale della città.

## Genealogia episcopale e successione apostolica
La genealogia episcopale è:
- Cardinale Scipione Rebiba
- Cardinale Giulio Antonio Santori
- Cardinale Girolamo Bernerio, O.P.
- Arcivescovo Galeazzo Sanvitale
- Cardinale Ludovico Ludovisi
- Cardinale Luigi Caetani
- Cardinale Ulderico Carpegna
- Cardinale Paluzzo Paluzzi Altieri degli Albertoni
- Papa Benedetto XIII
- Papa Benedetto XIV
- Papa Clemente XIII
- Cardinale Marcantonio Colonna
- Cardinale Giacinto Sigismondo Gerdil, B.
- Cardinale Giulio Maria della Somaglia
- Cardinale Carlo Odescalchi, S.I.
- Cardinale Costantino Patrizi Naro
- Cardinale Lucido Maria Parocchi
- Cardinale Girolamo Maria Gotti, O.C.D.
- Arcivescovo Rinaldo Camillo Rousset, O.C.D.

La successione apostolica è:
- Vescovo Giuseppe Romeo (1913)
- Vescovo Paolo Albera (1915)
- Arcivescovo Antonio Galati (1920)
- Arcivescovo Andrea Taccone (1923)